# Desaparecidos del proyecto Belén en el Bajo Flores
El grupo del proyecto Belén realizaba tareas de promoción humana, social y religiosa  en la Parroquia Santa María Madre del Pueblo de la villa miseria de Flores, ciudad de Buenos Aires, siete de ellos fueron secuestrados desaparecidos a mediados de mayo de 1976 desde sus domicilios, pasaron por la ESMA donde luego de ser torturados habrían sido llevados en los vuelos de la muerte
En la villa del Bajo Flores, daban clases de apoyo y recreación en una habitación del barrio. Además ayudaron en la construcción de la guardería y en temas sanitarios//noticia/esma--conmovedor-testimonio-de-mercedes-mignone_n2900|título=ESMA: Conmovedor testimonio de Mercedes Mignone, hija de Fermín y hermana de la desaparecida Mónica|fechaacceso=17/05/17|autor=|enlaceautor=|fecha=06/08/13|idioma=|sitioweb=telam.com.ar|editorial=}}</ref> Era un grupo social cristiano. En 1972, llegaron dos sacerdotes salesianos, Tito González y Esteban Felgueras, que se instalaron a vivir ahí. Fueron momentos de mucho progreso en la villa.

## Villa del Bajo Flores
La villa de emergencia 1-11-14 está ubicada en la zona sur de la ciudad de Buenos Aires, en el barrio Bajo Flores. Es una de las más extensas y pobladas de la ciudad de Buenos Aires.

## Víctimas

### El grupo del Bajo Flores
Fueron secuestrados y llevados a la ESMA, donde también fueron desaparecidos: María Esther Lorusso Lammle, Beatriz Carbonell de Pérez Weiss, Horacio Pérez Weiss, César Lugones, María Marta Vásquez, Mónica Mignone y Marta Mónica Quinteiro. Todos eran exalumnos del mismo colegio, y, por otro lado, hacían trabajo social en la villa del Bajo Flores. En ese colegio estaba Mónica Quinteiro, la monja que las contacta para trabajar en asistencia social.
Cuando se reanudó el juicio por los crímenes de la Armada con la reconstrucción del secuestro del grupo del Bajo Flores, en 2013, se presentaron fotografías de todos ellos.

### Matrimonio Lugones-Vásquez
María Marta Vásquez Ocampo Lugones, nació en Buenos Aires el 28 de diciembre de 1952. Realizó sus estudios universitarios en la Universidad del Salvador. Psicóloga, Psicopedagoga en Hospital Piñero, Universidad de Luján.
En 2013 dio su testimonio Marta Vásquez, Madre de María Marta y Madre de Plaza de Mayo Línea Fundadora. Su esposo diplomático, José María Vásquez, viajó a la Argentina y fue recibido por un coronel Roualdes con una arma sobre el escritorio, y les dijo: "acá abajo, en esta mazmorra, tengo a los hijos de los compañeros y se van a pudrir, no van a salir nunca más". El represor Adolfo Scilingo insinuó que Marta había sido llevada en los vuelos (de la muerte), y que dio a luz a un varón en la ESMA en enero de 1977.
César Armando Lugones Cassinelli, nació el 8 de diciembre de 1949, médico veterinario, trabajaba como docente en la Universidad de Luján. Ambos militaban en la Juventud Peronista y en el Movimiento Villero Peronista. El 14 de mayo de 1976 fueron secuestrados en su casa del barrio Parque Chacabuco. María Marta cursaba el segundo mes de embarazo al momento de su secuestro. Por la información aportada, se supo que el embarazo llegó a término. Al momento del parto, fue asistida por Jorge Luis Magnacco, imputado en la causa. María Marta, César y el niño continúan desaparecidos.
César Armando Lugones Cassinelli y su esposa María Marta Vásquez Ocampo militaban en la villa del Bajo de Flores, en la parte Belén, con Horacio Pérez Weiss, con su esposa Betty Carbonell y con Mónica Mignone. En Belén estaban el padre Yorio, el padre Jalics y la hermana Luisa que trabajaban juntos. Luego del secuestro ocurre otro dentro de la misma villa, el de los sacerdotes Francisco Jalics y Orlando Virgilio Yorio, que pertenecían a la Compañía de Jesús, entonces a cargo de Jorge Bergoglio.

### Matrimonio Weiss-Carbonell
Beatriz Carolina Carbonell Canullo (n. 16 de septiembre de 1953) egresada del Normal 4, enfermera y Asistente Social, estaba embarazada de un mes cuando fue secuestrada con su marido Horacio Pérez Weiss (n. 19 de noviembre de 1951, Buenos Aires) taxista estudiante de geología, de su domicilio de Flores. En la madrugada del 14 de mayo de 1976, un grupo de personas del Ejército entró en la casa de la madre de Horacio y comenzó a revisar el lugar. Su hermano les dijo que hacía unos meses que Horacio se había mudado junto a su esposa por lo que lo secuestraron para que delatara su ubicación y luego de soltarlo, nunca más vio a su hermano ni a Carbonell, a quién sin embargo creyó oír antes de ser liberado.

### María Esther Lorusso Lammle
Nació en Perú, el 18 de julio de 1953, fue secuestrada el 14 de mayo de 1976 en Buenos Aires a los 22 años, estando embarazada de 2 meses. El 14 de mayo de 1976 fue secuestrada de su domicilio en la ciudad de Buenos Aires y desde entonces permanece desaparecida.

### Mónica María Candelaria Mignone Sosa
Nació el 14 de febrero de 1952, trabajaba como psicopedagoga en la Universidad de Lujan, secuestrada desaparecida el 14 de mayo de 1976, de su casa en Buenos Aires. Dijeron que la llevaban al Regimiento de Patricios Número 1. Mónica militaba en el Movimiento Villero Peronista Lealtad.
Mientras Emilio Mignone asesoraba a familias, su compañera, Angélica Paulo Sosa, se incorporó al grupo de Madres que buscaban a sus hijos. El CELS se formó a partir de estas búsquedas.

### Marta Mónica Quinteiro
Marta Mónica Quinteiro Cabrera (n. 14 de noviembre de 1941, ciudad de Buenos Aires), monja que trabajaba en Nuestra Señora de la Misericordia. Mónica y María Marta Vásquez se recibieron de psicopedagogas en la universidad El Salvador, y trabajaron en el Hospital Piñero. La secuestraron el 14 de mayo de 1976. Su padre Oscar Quinteiro era capitán de navío. Se mantuvo al margen de la búsqueda del resto de los secuestrados porque pensó que sus amistades y contactos en la Marina le permitirían recuperar a su hija. Marta Mónica fue secuestrada el 14 de mayo de 1976, por personal de la Armada al salir de su lugar de trabajo en Buenos Aires y conducida a la E.S.M.A., donde permaneció clandestinamente detenida bajo condiciones inhumanas. Aún permanece desaparecida.

## Justicia
En 2012, hubo una sesión por el Juicio Causa ESMA Tramo III, en que están imputados 68 marinos, policías, aviadores y civiles por 789 secuestros, torturas y asesinatos y entre los casos incluidos en este tramo están las siete víctimas del grupo del Bajo Flores.

## Homenajes
- En 2012 se brindó un homenaje a los compañeros desaparecidos del Bajo Flores con la presencia de más de 200 asistentes, abriendo el acto Mercedes Mignone, hermana de Mónica Mignone. También se descubrió una placa con los nombres de los desaparecidos del Bajo Flores.[18]
- En 2016 colocaron una baldosa en memoria de los desaparecidos del Bajo Flores, bajo la consigna “A 40 años no nos han vencido” en homenaje a los militantes populares detenidos desaparecidos del Bajo Flores durante la última dictadura.[19]